# Ephesia dissimilis
Ephesia dissimilis är en fjärilsart som beskrevs av Bremer 1864. Ephesia dissimilis ingår i släktet Ephesia och familjen nattflyn. Inga underarter finns listade i Catalogue of Life.